# Lafferova křivka

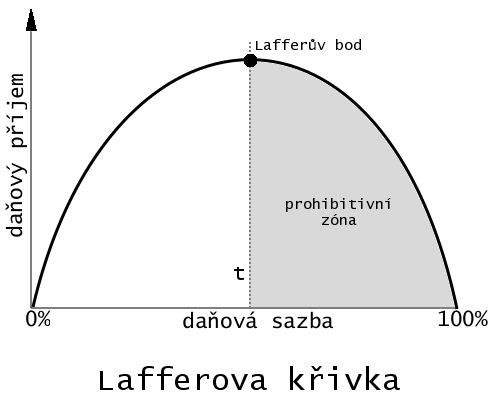
Lafferova křivka

Lafferova křivka, pojmenovaná po americkém ekonomovi Arthuru Lafferovi, zobrazuje hypotetickou závislost celkové sumy vybraných daní na míře zdanění. „Vysoké daně mají negativní dopad na ekonomický růst, protože oslabují motivaci lidí k pracovním výkonům, zvětšují daňové úniky a vyvolávají únik kapitálu – vč. lidského (odliv mozků), tzv. Čtvrtý výrobní faktor (nehmotný kapitál vč. podnikatelských schopností) – ze země.“
Tvar křivky je funkcí elasticity zdanitelného příjmu—tj. zdanitelný příjem se mění v reakci na změny v sazbě zdanění. Jak popularizoval ekonom podporující nabídkovou stranu ekonomie, Arthur Laffer, křivka je typicky znázorněna jako graf, který začíná u 0% daně s nulovými příjmy, stoupá k maximální sazbě příjmů při střední sazbě zdanění a pak opět klesá k nulovým příjmům při 100% sazbě daně. Avšak tvar křivky je nejistý a mezi ekonomy je předmětem sporů.
Křivka je popisem opakovaně v dějinách vysledovaného jevu, kdy zvyšování daní má od určitého bodu negativní výnos pro stát (státní zaměstnance) – nadměrné zvýšení daňové sazby už nezvyšuje daňové výnosy, ale naopak působí jejich pokles. Příliš vysoká daňová sazba natolik zatěžuje daňové poplatníky, že v konečném důsledku zapříčiní růst šedé a černé ekonomiky, spolu s únikem kapitálu do méně daňově zatížených zemí.
Platí, že v obou extrémních případech je daňový výnos nulový:
- při 0% zdanění je efekt zřejmý,
- u 100% sazby zase poplatníci hypoteticky raději nic nevydělávají, případně se povinnosti platit daně nějakým způsobem vyhnou...

Dle teorie Lafferovy křivky někde mezi těmito dvěma body existuje taková míra zdanění, která přináší maximální výnosy; tedy zvyšování daňové sazby nad tuto hranici se již projeví negativně.

## Historie

### Původ
Termín „Lafferova křivka“ údajně poprvé použil Jude Wanniski (reportér The Wall Streat Journal) v roce 1974 po večeři v Two Continents Restaurant v hotelu Washington, kde se setkal s Arthurem Lafferem, Dickem Cheneyem, Donaldem Rumsfeldem a s jeho zástupkyní tiskového mluvčího Grace-Marie Arnettovou. Na tomto setkání se Laffer vyjádřil proti zvyšování daní, které prováděl prezident Gerald Ford a údajně načrtl křivku na ubrousek ke znázornění tohoto konceptu. Laffer tvrdí, že nemá žádnou vzpomínku na tento ubrousek, ale říká: „Používal jsem takzvanou Lafferovu křivku při učeních svých studentů“.
Sám Laffer netvrdí, že vymyslel tento koncept, to připisuje arabskému učenci Ibn Chaldúnovi a jeho knize Mukaddima, kterou vydal ve 14. století. V poslední době se autorství přisuzuje John Maynardovi Keynesovi.

### Případy v minulosti
Existují i jiné historické precedenty než ty citované přímo Lafferem. Například v roce 1924 ministr financí Andrew Mellon řekl: „Zdá se, že je pro některé obtížné pochopit, že vysoká míra zdanění nemusí nutně znamenat velké příjmy pro vládu, a že další příjmy mohou být často získány jen pomocí nižších sazeb“. Tvrdil, že „73 % z ničeho je nic!“. Právě proto se snažil o snížení horní sazby daně z příjmu ze 73 % na 24 % (stejně jako daňové úlevy pro nižší třídu). Nutno ovšem dodat, že Mellon byl v polovině 20. let jedním z nejbohatších lidí ve Spojených státech amerických, třetí největší plátce daní po Johnu D. Rockefellerovi a Henry Fordovi. V období, kdy působil jako ministr financí USA jeho bohatství dosáhlo maxima přibližně okolo hodnoty 300 - 400 milionů dolarů. Celkové příjmy z daně z příjmu fyzických osob nominálně vzrostly z 719 milionů dolarů v roce 1921 na více než jednu miliardu v roce 1929. Průměrný nárůst byl o 4,2 % ročně po období 8 let, což příznivci snižování daní připisují právě nízkým daňovým sazbám.
Podobné argumenty jako tyto obhajuje rovněž Alí ibn Abí Tálib, čtvrtý chalífa, v dopise adresovaném guvernérovi Egypta Máliku al-Aštarovi. Důvody, které v dopise uvádí, jsou, že snížení daní zvyšuje:
- jak státní příjmy,
- tak životní úroveň poddaných,

přičemž jsou podobné těm, které citoval prezident Ronald Reagan v roce 1980. David Hume vyjádřil v roce 1756 podobné názory v eseji Daně stejně jako jeho kolega, skotský ekonom Adam Smith o 20 let později.
Demokratická strana v USA vyšla s argumentem nízkých daní v 80. letech 19. století a jako důkaz uváděla vysoký příjem z dovozních cel během Občanské války (1861-1865), který vedl k přebytkům v rozpočtu. Naproti tomu Republikánská strana, působící v protekcionistickém průmyslovém severovýchodu, tvrdila, že snížení sazeb by vedlo k poklesu příjmů. Demokratická strana, působící na zemědělském jihu, oponovala, že snížení cel by mohlo vést k vyšším příjmům při současném zvýšení počtu zdanitelných položek.
V roce 2012 ekonomové oslovení Univerzitou Chicaga odmítli názor, že postulát Lafferovy křivky o zvýšení daňových příjmů prostřednictvím snížení sazby se vztahuje na federální daň z příjmu v USA v té době ve střednědobém horizontu. Když byli dotázáni, zda "snížení federálních sazeb daně z příjmu v USA právě teď by zvýšilo zdanitelný příjem natolik, že celkové roční daňové příjmy by byly během pěti let vyšší, než kdyby k daňovému snížení nedošlo", žádný z dotazovaných ekonomů nesouhlasil a 71 % nesouhlasilo. Podle ekonoma z Harvardovy univerzity Jeffreyho Frankela většina ekonomů odmítá tvrzení, že daně z příjmu jsou ve Spojených státech tak vysoké, že snížení daní se samo zaplatí.

## Teoretický základ

### Vysvětlení
Laffer vysvětluje model v kontextu dvou vzájemně působících účinků zdanění  - aritmetického a ekonomického efektu. 
Aritmetický efekt předpokládá, že příjmy z daní se rovnají součinu sazby daně a zdanitelných příjmů (též označovaných jako základ daně). Při daňové sazbě 0 % model předpokládá nulový příjem z daní.
Ekonomický efekt předpokládá, že daňová sazba bude mít vliv na samotný základ daně. Při extrému daňové sazby 100 % má vláda teoreticky nulové příjmy, protože daňoví poplatníci mění své chování v reakci na daňovou sazbu:
- buď ztrácejí motivaci ke zdaňované práci,
- nebo hledají způsob, jak se placení daní vyhnout,

což znamená, že ekonomický efekt daňové sazby 100 % snižuje daňový základ na nulu.
Proto někde mezi 0% a 100% leží daňová sazba, která bude příjmy z daní maximalizovat.
Ačkoli se z grafického znázornění křivky může zdát, že by optimální sazba daně měla být kolem 50 %, za předpokladu, že základ daně reaguje na daňové sazby lineárně, optimální sazba daně může být kdekoli mezi 0 % a 100 %. Stejně tak platí, že i když je křivka často znázorňována jako parabola, její tvar může být i jiný. Vliv může mít například elasticita, kdy za optimální elasticitu základu daně považujeme elasticitu rovnu 1, přičemž jakmile elasticita překročí danou hodnotu, příjmy z daní začnou klesat. [ve zdroji nenalezeno]

### Praktické problémy
Byly zaznamenány různé snahy kvantifikovat vztah mezi příjmy z daní a daňovými sazbami, například ve Spojených státech ze strany Congressional Budget Office. 
Ačkoli je vztah mezi sazbou daně a příjmy z daní obecně přijímán, o jeho přesné povaze se diskutuje. V praxi můžeme tvar hypotetické Lafferovy křivky pouze odhadovat. Je však pravděpodobné, že se bude lišit pro různé ekonomiky a bude záviset na elasticitě nabídky zdaněného výrobního faktoru práce i dalších faktorech. Zároveň se může proměňovat i v průběhu času. Odhad tvaru křivky mohou komplikovat i progresivní daně nebo případné rozdíly v motivaci ke zdaňované práci u různých příjmových skupin. Strukturu křivky mohou ovlivňovat také politická rozhodnutí (Například větší dostupnost tzv. daňových rájů a jiných úlev způsobí, že bod, kde příjmy z daní začnou klesat, bude nižší.).
Laffer představil křivku jako pedagogický nástroj ukazující, že za určitých okolností snížení daňových sazeb může ve skutečnosti zvýšit příjmy státního (byrokratického) rozpočtu a není třeba je kompenzovat snížením vládních výdajů nebo zvýšením půjček. Platí ale, že aby snížení daňové sazby skutečně příjmy státního rozpočtu zvýšilo, musí být současná daňová sazba vyšší než sazba maximalizující příjmy. Samotná křivka by však neměla být jediným základem, na základě kterého bude stát daňovou sazbu měnit. 

## Empirická analýza
Jedním z konceptuálních využití Lafferovy křivky je určení sazby zdanění, která vynese maximální příjmy (jinými slovy "optimalizace" sběru příjmů). Sazba daně maximalizující příjmy by neměla být zaměňována s optimální sazbou daně, kterou ekonomové používají k popisu sazeb daní v daňovém systému, který získává dané množství příjmů s nejmenšími zkresleními ekonomiky.
V roce 2017 odhadl Jacob Lundberg z Uppsalské univerzity Lafferovy křivky pro 27 zemí OECD, přičemž nejvyšší sazby daně z příjmu maximalizující daňové příjmy se pohybovaly od 60 do 61 % (Rakousko, Lucembursko, Nizozemsko, Polsko, Švédsko) až po 74–76 % (Německo, Švýcarsko, Spojené království, USA). Většina zemí nastavila své nejvyšší daňové sazby pod maximální sazbou, zatímco pět zemí ji překročilo (Rakousko, Belgie, Dánsko, Finsko, Švédsko).
John Quiggin v roce 2010 napsal: "Pokud došlo k ekonomické reakci na daňové snížení Reagana a dvacet let později na snížení daní George W. Bushe, zdá se, že to byla převážně keynesiánská reakce na straně poptávky, která se očekává, když vlády poskytnou domácnostem dodatečný čistý příjem v kontextu pokleslé ekonomiky." Studie Austana Goolsbeeho z Chicagské univerzity z roku 1999, která zkoumala hlavní změny ve vysokých sazbách daně z příjmu ve Spojených státech od 20. let 20. století, nenašla žádné důkazy o tom, že by Spojené státy byly vpravo od vrcholu Lafferovy křivky.

### Sazba zdanění, která vynese maximalizuje státní příjmy
Na počátku 80. let Edgar L. Feige a Robert T. McGee vyvinuli makroekonomický model, ze kterého odvodili Lafferovu křivku. Podle modelu závisí tvar a pozice Lafferovy křivky na síle efektů nabídkové strany, progresivitě daňového systému a velikosti nezaznamenané ekonomiky. Ekonom Paul Pecorino v roce 1995 představil model, který předpověděl vrchol Lafferovy křivky při daňových sazbách kolem 65 %. Článek z roku 1981 publikovaný v Journal of Political Economy představil model integrující empirická data, která ukazovala, že bod maximálního daňového výnosu ve Švédsku v 70. letech by byl 70 %. Studie Trabandta a Uhliga z roku 2011 publikovaná v Journal of Monetary Economics odhadla 70% sazbu maximalizující příjmy a odhadla, že USA a většina evropských ekonomik jsou na levé straně Lafferovy křivky (tj. že zvýšení daní by zvýšilo další příjmy). Studie z roku 2005 došla k závěru, že s výjimkou Švédska žádná z hlavních zemí OECD nemohla zvýšit příjmy snížením marginální daňové sazby.

### Zdanení zboží a služeb
Lafferova křivka byla rovněž rozšířena na danění zboží a služeb. Ve svém článku z roku 2018 v časopisu Econometrica ukazují Miravete, Seim a Thurk, že ve nekonkurenčních trzích je důležité brát v úvahu strategickou reakci cen ze strany firem při odhadování Lafferovy křivky. Autoři demonstrují, že firmy zvyšují své ceny v reakci na snížení ad valorem daně, což vede k menšímu nárůstu množství, než by se jinak očekávalo. Čistý efekt je zploštění Lafferovy křivky a posunutí bodu maximálního daňového výnosu doprava.

### Analýza Úřadu pro rozpočet Kongresu
Analýza Úřadu pro rozpočet Kongresu V roce 2005 vydal Úřad pro rozpočet Kongresu (CBO) dokument nazvaný „Analýza ekonomických a rozpočtových účinků snížení sazby daně z příjmu o 10 procent.“ Tento dokument zkoumal dopad stylizovaného snížení o 10 % tehdejší marginální sazby federální daně z příjmu v USA (například pokud by jedinci čelící marginální sazbě federální daně z příjmu 25 % byla snížena na 22,5 %). Na rozdíl od dřívějších výzkumů odhadoval dokument CBO rozpočtový dopad možných makroekonomických účinků daňových politik, tj. snažil se zohlednit, jak by snížení sazeb daně z příjmů jednotlivců mohlo ovlivnit celkový budoucí růst ekonomiky a tím ovlivnit budoucí vládní daňové příjmy a nakonec dopad na deficity nebo přebytky. V nejoptimističtějším odhadovaném scénáři růstu bylo během desetiletého období po desetiprocentním snížení všech sazeb daně z příjmu jednotlivců získáno zpět pouze 28 % projektovaných ztracených příjmů z nižší daňové sazby. Skrze zvýšené rozpočtové deficity budou daňové snížení, které primárně prospívají bohatým, placeny—plus úroky—daněmi rovnoměrně rozloženými mezi všechny daňové poplatníky. Dokument poukazuje na to, že tyto projektované nedostatky v příjmech by musely být pokryty federálním půjčováním: dokument odhaduje, že federální vláda by v průběhu dekády pokryté analýzou dokumentu zaplatila o 200 miliard USD více na úrocích. V roce 2019 ekonomové z Společného výboru pro zdanění znovu prozkoumali makroekonomickou a rozpočtovou reakci na stylizované snížení statutárních běžných sazeb daně z příjmu o 10 %, ale z úrovní stanovených zákonem P.L. 115-97. Při zahrnutí dodatečných daňových detailů do modelovacího rámce ve srovnání s předchozími analýzami podobně odhaduje, že tato změna politiky by vedla ke zvýšení rozpočtových deficitů - jak v krátkodobém, tak v dlouhodobém horizontu.

## Zkušenosti s Lafferovou křivkou v USA
Americký prezident Coolidge snížil v průběhu let 1921-25 sazbu z osobních příjmů z válečné úrovně 73 % na 25 %. Coolidge očekával, že tento krok „ve skutečnosti poskytne vládě více příjmů“. Inkaso příslušné daně skutečně vzrostlo, během let 1923-28 zhruba dvojnásobně při minimální inflaci. Podíl daní zaplacených bohatými (tehdejší definice bohatého člověka byla dána příjmem nejméně 100 000 dolarů ročně) vzrostl na 78% ve srovnání s 44 % v roce 1921, kdy mezní sazba daně činila 73 %.
V roce 1962 došlo ke snížení horní sazby daně z příjmu prezidentem Kennedym. JFK mezní sazbu snížil z 91 % na 70 %. Distribuce daňového inkasa se rovněž změnila, podíl vyšších příjmových skupin vzrostl.
Během let 1963-68 daňové inkaso v absolutních číslech vzrostlo zhruba o 50 %. Jakožto procento HDP se nicméně rozpočtové příjmy snížily z 17,2% na 17% HDP.
Zvýšení schodku federálního rozpočtu za Reagana bylo částečně způsobeno explozí státních výdajů, výraznou roli hrál také pokles daňových příjmů státního rozpočtu ze zákonů nejvíce snižujících daně.[zdroj?]

### Reaganomika
Lafferova křivka a ekonomika založená na nabídkové straně inspirovaly Reaganomiku a plošné snížení sazeb daní z příjmů v roce 1981. Zastánci snížení daní na straně nabídky tvrdili, že nižší daňové sazby by generovaly vyšší daňové příjmy, protože marginální sazby daně z příjmu vlády Spojených států byly na pravé straně křivky.[zdroj?] Toto tvrzení zesměšnil George H. W. Bush jako "vodoo ekonomiku" během boje proti Reaganovi o nominaci na prezidenta v roce 1980. Během Reaganovy prezidentury klesla nejvyšší maržová sazba daně ve Spojených státech ze 70 % na 28 %.[zdroj?] Mezi lety 1981 a 1989 se objem rozpočtových příjmů jakožto procenta HDP snížil z 19,1% na 18,4% HDP.
David Stockman, ředitel rozpočtu Ronalda Reagana během jeho první administrativy a jeden z prvních zastánců ekonomiky založené na nabídkové straně, byl znepokojen, že administrativa nevěnovala dostatečnou pozornost snižování vládních výdajů. Udržoval, že Lafferovu křivku nelze brát doslovně – alespoň ne v ekonomickém prostředí Spojených států 80. let. Ve své knize The Triumph of Politics píše: "Celá kalifornská parta to brala doslovně (a primitivně). Jak mluvili, zdálo se, že očekávají, že jakmile začne platit daňové snížení založené na nabídkové straně, začnou dodatečné příjmy padat z nebe jako manna. Od ledna jsem vysvětloval, že doslovná Lafferova křivka neexistuje." Stockman také prohlásil, že "Laffer se nemýlil, jen to nedotáhl dostatečne daleko" (ve věnování pozornosti vládním výdajům).
Někteří kritizovali prvky Reaganomiky na základě rovnosti. Například ekonom John Kenneth Galbraith věřil, že administrativa Reagana aktivně používala Lafferovu křivku "ke snížení daní pro zámožné". Někteří kritici poukazují na to, že daňové příjmy téměř vždy rostou každý rok, a během Reaganových dvou volebních období byly nárůsty daňových příjmů méně výrazné než během prezidentství, kdy byly nejvyšší marginální daňové sazby vyšší. Kritici také upozorňují, že od Reaganových daňových snížení se příjem pro zbytek populace výrazně nezvýšil. Toto tvrzení podporují studie, které ukazují, že příjem nejbohatšího 1 % se během Reaganových let téměř zdvojnásobil, zatímco příjem na ostatních úrovních příjmu vzrostl jen okrajově; příjem pro nejnižší kvintil dokonce klesl.[zdroj?]

## Ruská zkušenost s Lafferovou křivkou
Také v Rusku byl zaznamenán podobný efekt: po razantním snížení daní z příjmů fyzických osob v roce 2001 vzrostl objem daňového inkasa. Dle určitých názorů byl postkomunistický daňový systém charakterizován vysokými sazbami a značnou složitostí. Objevovaly se zde příležitosti pro daňové úniky. Z tohoto důvodu vláda trpěla nedostatkem příjmů. Lafferova křivka nemá předpovídací schopnost, zachycuje mnoho hodnot, které jsou založeny na mixu mnoha různorodých historických proměnných, a proto je označována za pedagogický model a nemůžeme ho plně označovat za nástroj pro daňovou politiku.
Dle názoru Mezinárodního měnového fondu nízké daňové inkaso bylo příčinou finanční nestability země. Doporučil zavedení nových daní a posílení finančních úřadů, což mohlo vést ke zrychlenému odtoku kapitálu ze země. Daňové inkaso Ruské federace pokleslo z úrovně 11,1 % HDP v roce 1995 na 8,6 % HDP v roce 1998.
Po finanční krizi doprovázené částečnou platební neschopností státu, vláda přistoupila k zavedení rovné daňové sazby ve výši 13 %. Relativní objem vybraných daní se zvýšil na 16,1% HDP v roce 2001.
Studie Mezinárodního měnového fondu rozebírá příčiny ruského úspěchu. Mezinárodní měnový fond konstatoval, že vliv povzbuzení ekonomiky nízkými daněmi není prokazatelný v tak krátkém období, avšak bylo prokázáno určité zlepšení ve výběru daní. Před zavedením rovné daně (kdy platily tři sazby ve výši 12, 20 a 30 procent) Rusové přiznali pouze 52% svých příjmů. Po zavedení rovné daně došlo ke zlepšení situace a Rusové přiznali více než 68 % příjmů. Ruské daňové inkaso vzrostlo, protože se zjednodušila administrativa a snížila se motivace k daňovým únikům. Tato motivace se snížila i díky velmi ostré politice státu proti daňovým únikům a soudním procesům s údajnými neplatiči daní, jako byl případ podnikatele M. Chodorkovského.

## Lafferova křivka v české ekonomice
Efekt Lafferovy křivky je velmi zřetelný i v české ekonomice u daní z příjmů fyzických i právnických osob.[zdroj⁠?!] V roce 1999 činila sazba daně z příjmu právnických osob 35 %. Podíl inkasa této daně na hrubém domácím produktu činil 2,47 %.[zdroj?]
Od té doby se daňová sazba postupně snižovala až na 28 % v roce 2004 a 20 % v roce 2009. Od roku 2010 se sazba daně z právnických osob drží na 19%.  Objem daní vybraných z příjmů právnických osob se od roku 1999 dosti podstatně zvýšil, a to při postupném snižování daňové sazby. V roce 2006 dosáhl podíl této daně na hrubém domácím produktu hodnoty 2,96 %: o pětinu více než v roce 1999. Kdyby se neprojevil efekt Lafferovy křivky, muselo by daňové inkaso nutně poklesnout jako procento z HDP.
Lafferova křivka se projevila již dříve také u daně z příjmů fyzických osob. V roce 1993 činila mezní sazba této daně 47 %, přičemž inkaso této daně představovalo 2,7 % HDP. V roce 2002 odvedly fyzické osoby na daních z příjmu 5,1 % HDP, a to při mezní sazbě 32 %. Sazba daně z příjmů fyzických osob byla až do roku 2008 progresivní a původně měla stanovených dokonce šest pásem. Od roku 2008 sazba progresivní není, i když od roku 2013 částečně ano (díky solidárnímu zvýšení daně). V roce 2016 činí mezní sazba daně z příjmů fyzických osob 15%.
Všechny tyto výsledky ale zdaleka nelze připsat pouze vlivu Lafferovy křivky, protože docházelo i k mnoha administrativním změnám, účinnější práci daňových úřadů, postupnému doladění a zpřísnění zákonů atd. Zároveň pokračoval rychlý hospodářský růst, rostl počet firem odvádějících daně, klesala nezaměstnanost a rostly průměrné mzdy.